# André Fuhrmann
André Fuhrmann (* 30. Oktober 1958 in Essen) ist ein deutscher Philosoph und Logiker an der Johann Wolfgang Goethe-Universität Frankfurt am Main.

## Leben
Fuhrmann studierte an der Philipps-Universität Marburg und an der University of St Andrews, wo er 1984 das Studium mit einem Master of Philosophy (MPhil) abschloss. Nach weiterem Studium am Institute of Advanced Studies der Australian National University wurde er dort 1988 mit einer Arbeit über Relevanz- und Modallogik promoviert.
Von 1989 bis 2002 arbeitete Fuhrmann an der Universität Konstanz, zunächst als Hochschulassistent am Lehrstuhl von Jürgen Mittelstraß, dann als Hochschuldozent, zuletzt als Heisenberg-Stipendiat. In Konstanz habilitierte er sich 1995 mit der Arbeit "An Essay on Contraction". In die Konstanzer Zeit fielen auch Gastaufenthalte bzw. Gastprofessuren an der Indiana University Bloomington, an der Columbia University in New York und an der Universidade Federal do Rio de Janeiro. Den Heinz Maier-Leibnitz-Preis erhielt Fuhrmann 1993 gemeinsam mit Hans Rott für seine Arbeiten im Bereich der Kognitionswissenschaften. Fuhrmann nahm 2002 den Ruf auf einen Lehrstuhl für Philosophie in São Paulo an, wo er bis 2006 lehrte. Er ist korrespondierendes Mitglied der Academia Brasileira de Filosofia. Es folgte 2007 der Ruf auf den Lehrstuhl für Theoretische Philosophie mit Schwerpunkt Logik (Nachfolge von Wilhelm K. Essler) an der Johann Wolfgang Goethe-Universität Frankfurt. Seit 2009 ist Fuhrmann zudem kooptierter Professor für Linguistik.

## Forschung
Fuhrmanns Arbeiten gehören deutlich in die Tradition der Analytischen Philosophie. Neben Beiträgen zur Logik, insbesondere zur Modal- und Konditionallogik, hat er zahlreiche Arbeiten zur Metaphysik, Erkenntnistheorie, Philosophie des Geistes und zur philosophischen Semantik verfasst. Bekannt ist er vor allem für seine Forschung zum Überzeugungswandel (engl. „belief revision“ oder auch „theory change“), einem wichtigen Teilgebiet der formalen Erkenntnistheorie mit Anwendungen in der Künstlichen Intelligenz und den Kognitionswissenschaften.
In der Botanik hat Fuhrmann zahlreiche neue Arten von Süßwasser-Kieselalgen entdeckt und beschrieben.

## Veröffentlichungen (Auswahl)
- 1989: Reflective modalities and theory change. Synthese 81:115–134.
- 1991: Tropes and laws. Philosophical Studies, 63:57–82.
- 1991: Theory contraction through base contraction. Journal of Philosophical Logic, 20:256–281.
- 1991: Models for relevant modal logics. Studia Logica, 49:301–315, 1991.
- 1994: On S. Studia Logica, 53:75–91; with E. D. Mares.
- 1994: Undercutting and the Ramsey test for conditionals. Synthese, 101:157–169; with I. Levi.
- 1994: A survey of multiple contractions. Journal of Logic, Language and Information, 3:39–76; with S. O. Hansson.
- 1995: A relevant theory of conditionals. Journal of Philosophical Logic, 24:645–665; with E. D. Mares.
- 1997: Solid belief. Theoria, 63:90–104.
- 1997: An Essay on Contraction. Studies in Logic, Language and Information, Stanford.
- 1999: When hyperpropositions meet ... Journal of Philosophical Logic, 28:559–74.
- 2002: Explanatory exclusion and causal relevance. Facta Philosophica, 4:287–300; with W.P. Mendonça.
- 2002: Russell’s way out of the paradox of propositions. History and Philosophy of Logic, 23:197–213.
- 2005: Existenz und Notwendigkeit – Kurt Gödels axiomatische Theologie. In: W. Spohn (Hrsg.), Logik in der Philosophie, Heidelberg, 349–374.
- 2006: Is pragmatist truth irrelevant to inquiry? In: Knowledge and Inquiry, hg. v. E. Olsson, Cambridge; 82–118.
- 2013: Knowability as potential knowledge. Synthese.
- 2015: Blogging Gödel: His Ontological Argument In The Public Eye. In: Godel’s Ontological Argument. History, Modifications, and Controversies, ed. K. Swietorzecka, Warsaw ´ (Semper), 2015; pp. 203–226.
- 2017: Deontic Modals: Why Abandon The Default Approach. In: Erkenntnis 83 (2017), pp. 1351–1365.
- 2020: (mit H. Lange-Bertalot und M. Werum) Freshwater Diploneis. Diatoms of Europe, vol. 9. Königstein.
- 2023: Vorlesungen über Philosophische Logik. Berlin.